# 江口水库 (重庆)
江口水库位于中国重庆市武隆县，是以发电为主要功能的大型水库。大坝位于江口镇，距芙蓉江汇入乌江的河口2km。是芙蓉江干流梯级水电开发的最下一级。
2003年1月26日，在水库开始蓄水后的第29天，库区发生了3.5级地震，造成芙蓉洞内部分钟乳石崩落。